# 5087 Emelʹyanov
5087 Emelʹyanov este un asteroid din centura principală de asteroizi.

## Descriere
5087 Emelʹyanov este un asteroid din centura principală de asteroizi. A fost descoperit pe 12 septembrie 1978 la Observatorul de Astrofizică din Crimeea de Nikolai Cernîh. Asteroidul prezintă o orbită caracterizată de o semiaxă mare de 2,74 ua, o excentricitate de 0,01 și o înclinație de 4,9° în raport cu ecliptica.